# 斯庫林
51°16′49″N 24°53′29″E / 51.28028°N 24.89139°E
斯庫林（烏克蘭語：Скулин），是烏克蘭的村落，位於該國西部沃倫州，由科韋利區負責管轄，面積3.97平方公里，海拔高度178米，2001年人口943，人口密度每平方公里237.53人。